# Estratopedarca
Un estratopedarca (grec: στρατοπεδάρχης, stratopedarkhis, 'mestre del campament') era un càrrec militar grec que aparegué al segle i aC i, després de segles d'evolució, es convertí en un títol formal a l'Imperi Romà d'Orient durant el segle x. Al segle xiii emergí el títol de gran estratopedarca (μέγας στρατοπεδάρχης, megas stratopedarkhis). A partir d'aquest moment, aquesta dignitat es concedia als alts comandants i oficials, mentre que els estratopedarques normals i corrents eren oficials militars de baix rang.